# Episodi di FBI: Most Wanted (prima stagione)
La prima stagione della serie televisiva FBI: Most Wanted, composta da 14 episodi, è stata trasmessa in prima visione negli Stati Uniti d'America da CBS dal 7 gennaio al 5 maggio 2020.
I 18 episodi inizialmente previsti, vennero ridotti a 14 in seguito alla pandemia di COVID-19, diffusasi negli Stati Uniti d'America.
In Italia la stagione è stata trasmessa in prima serata su Italia 1 dal 5 agosto al 2 settembre 2021 in prima serata. L'episodio 9 non è stato inizialmente trasmesso, in quanto è la seconda parte del crossover con l'episodio 18 della seconda stagione di FBI (serie trasmessa da Rai 2), intitolato Il sogno americano, ma è stato trasmesso su TOP Crime il 29 dicembre dello stesso anno.
| nº | Titolo originale | Titolo italiano          | Prima TV USA     | Prima TV Italia  |
| -- | ---------------- | ------------------------ | ---------------- | ---------------- |
| 1  | Dopesick         | Astinenza                | 7 gennaio 2020   | 5 agosto 2021    |
| 2  | Defender         | Istinto materno          | 14 gennaio 2020  | 5 agosto 2021    |
| 3  | Hairtrigger      | Conseguenze di un trauma | 21 gennaio 2020  | 5 agosto 2021    |
| 4  | Caesar           | Vittima del potere       | 28 gennaio 2020  | 5 agosto 2021    |
| 5  | Invisible        | Il cecchino              | 11 febbraio 2020 | 12 agosto 2021   |
| 6  | Prophet          | Il profeta               | 18 febbraio 2020 | 12 agosto 2021   |
| 7  | Ghosts           | Spiriti del passato      | 10 marzo 2020    | 12 agosto 2021   |
| 8  | Predators        | Senza limiti             | 17 marzo 2020    | 26 agosto 2021   |
| 9  | Reveille         | Il risveglio             | 24 marzo 2020    | 29 dicembre 2021 |
| 10 | Silkworm         | Il baco da seta          | 31 marzo 2020    | 26 agosto 2021   |
| 11 | Ironbound        | Veritas ante omnia       | 14 aprile 2020   | 26 agosto 2021   |
| 12 | Ride or Die      | Amicizia pericolosa      | 14 aprile 2020   | 2 settembre 2021 |
| 13 | Grudge           | Offesa mortale           | 28 aprile 2020   | 2 settembre 2021 |
| 14 | Getaway          | La fuga                  | 5 maggio 2020    | 2 settembre 2021 |

## Astinenza
- Titolo originale: Dopesick
- Diretto da: Fred Berner
- Scritto da: René Balcer

### Trama
Dopo aver ucciso un rapinatore in casa sua, Justin Brock uccide sua moglie mentre era in corso una chiamata ai servizi di emergenza che registrano tutto quello che succede. Brock viene così inserito nella lista dei ricercati del Bureau e la Fugitive task force dell'FBI, guidata dall'ufficiale Jess LaCroix, viene incaricata di rintracciarlo. Scoprono che il fuggitivo ha fornito molte prescrizioni mediche alla banda di motociclisti dei Forsaken Sons, con la quale era in affari. Un suo socio, dopo essere stato arrestato, rivela che Brock gestisce un'altra clinica in Pennsylvania sotto falso nome. Brock ha trasferito denaro su un conto a Richmond, in Virginia, che intende svuotare con l'aiuto della figlia che aveva abbandonato. LaCroix e la sua squadra trovano la figlia e la convincono a svuotare lei stessa il conto per attirare suo padre, dopo averle rivelato che la sua storia militare era falsa. Brock cade nella loro trappola e affronta sua figlia, che lo supera in astuzia e LaCroix la convince a non uccidere suo padre.

## Istinto materno
- Titolo originale: Defender
- Diretto da: Nicole Rubio
- Scritto da: Richard Sweren

### Trama
Quando suo figlio viene condannato a 20 anni di carcere per un crimine insignificante, la madre single Denise Tyson si scatena con una furia mortale presso l'ufficio di un difensore pubblico uccidendo un cliente di quest'ultimo, facendosi giustizia da sola. La sua furia la porta oltre i confini di stato e a ferire coloro che incolpa di aver distrutto l'immagine perfetta della sua famiglia. La Fugitive Task Force affronta una sfida delicata quando viene rivelato che lei ha anche una figlia che era in affidamento prima di scappare a Miami. LaCroix decide di utilizzare a proprio vantaggio il suo aspetto anonimo e all'arrivo di Denise a Baltimora fa reclutare una poliziotta e Barnes che si fingono figlia e madre adottiva. Denise si accorge dell'inganno, ma LaCroix riesce a convincerla ad arrendersi. Sul fronte personale, LaCroix cerca di sostenere sua figlia ad affrontare la perdita della madre.

## Conseguenze di un trauma
- Titolo originale: Hairtrigger
- Diretto da: Jim McKay
- Scritto da: Gina Gionfriddo & Jerome Hairston

### Trama
Quando il giovane sopravvissuto alla sparatoria di massa Doug Timmins si radicalizza fino a diventare un terrorista antigovernativo e spara a un poliziotto e a un pirata della strada, la squadra lavora per rintracciarlo per evitare che si vendichi contro coloro che incolpa del suo trauma. La Fugitive Task Force riesce a fermare il suo socio Max Kellerman, che condivide le sue convinzioni, e chiede a sua moglie di procurarsi campioni audio da usare per ingannare la sorellastra di Doug riguardo a nuovi obiettivi. Tuttavia, si rendono presto conto che Doug e la sua sorellastra hanno già pianificato un attentato nell'edificio in cui lei lavora. Mentre l'evacuazione ha inizio, lei sgattaiola via per aiutare Doug a prepararsi. La task force e la squadra SWAT fanno irruzione nell'edificio e li trovano, il che costringe Doug a minacciare di uccidersi. Sia LaCroix che la sua sorellastra cercano di dissuaderlo con obiettivi diversi, ma LaCroix lo affronta in un momento di esitazione.

## Vittima del potere
- Titolo originale: Caesar
- Diretto da: Fred Berner
- Scritto da: Kathy McCormick

### Trama
Tyrone Jackson, leader della banda dei Rolling Sixs, progetta di acquisire più potere e territorio e sembra rubare il piano di una rapina a una banda rivale (che è stata prontamente sterminata). La Fugitive Task Force scopre il luogo dove l'uomo e Cleo Wilkens si incontravano in segreto, ma una volta sul posto trovano Tyrone morto all'interno di una torre dell'acqua. I poliziotti deducono presto che dietro l'omicidio e la strage di una banda rivale c'é Cleo e che lei stessa voglia fare la rapina. Mentre Cleo organizza il suo progetto criminale, Barnes decide di andare sotto copertura, riassumendo un'identità che ha utilizzato cinque anni fa per entrare in contatto con un vecchio socio che la porta da Cleo. Dimostra la sua lealtà e presto viene incaricata di aiutare Cleo e la sua banda durante la rapina, utilizzando lo stesso piano che Tyrone aveva rubato alla banda rivale. Una volta che l'FBI fa irruzione nel luogo, Cleo prende in ostaggio il socio di Barnes, ma quest'ultima e LaCroix la convincono ad arrendersi. LaCroix cerca di spiegare a sua figlia ciò che sua madre ha affrontato al lavoro in nome della protezione dei suoi cari.
- Special guest star: Alana De La Garza (Isobel Castille)

## Il cecchino
- Titolo originale: Invisible
- Diretto da: Elodie Keene
- Scritto da: Dwain Worrell

### Trama
Quando il veterano militare Scott Weitzen impazzisce dopo la morte del suo compagno d'armi, le abilità da esperto del cecchino decorato vengono messe in pratica quando uccide cinque persone in un poligono di tiro e continua a guidare la Fugitive Task Force in una caccia al gatto e al topo. La squadra indaga sulle difficoltà e sull'uso comune di droghe da parte dei veterani per capire chi è Weitzen e come ragiona. Il caso diventa personale per Crosby per la sua storia da veterano, e lui segue la linea dei delegati dopo aver perso la pazienza. Con l'aiuto della stessa infermiera che ha curato il suo fratello d'armi, la task force cerca di convincere Weitzen, ma lui non cede e Clinton spara al cecchino, uccidendolo. Gibson utilizza il suo telefono per fornire assistenza acustica a Clinton per portarlo fuori. LaCroix e la sua famiglia si riuniscono per prendersi cura della tomba di sua moglie.

## Il profeta
- Titolo originale: Prophet
- Diretto da: Rose Troche
- Scritto da: Richard Sweren

### Trama
Quinten Garvey, un ex truffatore ora leader di una setta, ordina la morte della sua famiglia quando fa un "sogno". A sua insaputa, sua moglie scappa con il loro bambino. La Fugitive Task Force rintraccia Garvey e i suoi seguaci più fidati mentre utilizzano telefoni usa e getta e li mette all'angolo nella sua seconda proprietà, Rising Sun. Tuttavia, Garvey riesce a scappare portando le ragazze con sé. Le cose si complicano quando il suo gruppo porta con sé un'adolescente, che poi scappa. La task force scopre che i dipinti di Garvey appartenevano in realtà al suo ex compagno di cella, che con l'inganno viene rilasciato in anticipo per confermare il loro contatto. Tutto torna al punto di partenza e porta a un'ultima resistenza a Clayton, in Georgia, dove Garvey chiede di andarsene da uomo libero, ma permette a LaCroix di controllare le ragazze. LaCroix affronta Garvey per il suo passato di truffatore e convince le due ragazze rimaste a rivoltarsi contro di lui. Poi riesce a catturare l'ultima ragazza e uccide Garvey. Alla fine dell'episodio, LaCroix tenta di riportare sua figlia all'orientamento, ma dopo aver fallito, si rivolge a Clinton per una soluzione. La prossima volta che ci prova, Tali accetta la sua proposta.

## Spiriti del passato
- Titolo originale: Ghosts
- Diretto da: Jean de Segonzac
- Scritto da: Gina Gionfriddo, Jerome Hairston

### Trama
Dopo che la scomparsa di sua figlia viene ignorata dalla polizia locale, Reginald Waters, un nativo americano, decide di prendere in mano la situazione dopo aver ucciso un poliziotto (e ferito il proprietario della casa dove Waters viveva) e la task force deve rintracciarlo prima che la sua crociata prenda vita. La crociata di Waters attraversa diversi confini di stato, perseguendo un possibile giro di traffico sessuale a cui sua figlia è stata costretta. Nel Maryland rapisce una prostituta che gli racconta che sua figlia è stata uccisa da un altro professore. La task force scopre che il professore in questione è stato successivamente ucciso e che Waters si è rivolto a suo padre per fermare il ciclo di abusi subiti dalla sua famiglia. Nel frattempo, Waters porta suo fratello minore nell'ex scuola della riserva di suo padre fuori Ontario, in Canada, dove conducono un rituale per spezzare la maledizione. Quando è circondato, Clinton convince Waters ad arrendersi. I resti di sua figlia vengono successivamente ritrovati, identificati e adeguatamente sepolti.

## Senza limiti
- Titolo originale: Predators
- Diretto da: Fred Berner
- Scritto da: Elizabeth Rinehart

### Trama
La Fugitive Task Force dà la caccia a Ronnie Bishop e alla sua ragazza, una giovane coppia che ha rapito e ucciso una ragazza 17enne e ucciso la madre. Man mano che scoprono di più su Bishop, scoprono che i luoghi presi di mira sono gli stessi in cui sua madre prostituta fu arrestata quando era più giovane. Bishop fa di tutto per prendere di mira gli uomini più anziani con le donne più giovani, incluso un uomo che una volta era il fidanzato di sua madre finché non li ha cacciati di casa. La task force mette al sicuro la sua ragazza dopo che è stata usata come esca per un'altra vittima, che Bishop tiene in ostaggio insieme all'ex fidanzato di sua madre. In un ultimo disperato tentativo, la task force gli permette di vedere la sua ragazza, cosa che lo spinge oltre il limite per uno scontro finale, rischiando la sua vita, uccidendo Ronnie. LaCroix teme di perdere i progressi con Tali quando questa riceve un premio artistico, e decide di scoprire da dove viene la sua passione per l'arte.

## Il risveglio
- Titolo originale: Reveille
- Diretto da: Fred Berner
- Scritto da: Ryan Causey

### Trama
Dopo aver arrestato Tyler Kane, un terrorista responsabile del rapimento di 26 bambini, la task force e l'agente speciale OA Zidan dell'ufficio locale di New York, nonché i colleghi di OA nell'ufficio di New York, cercano la moglie del terrorista, determinata a realizzare il piano mortale del marito.
Mentre Jess lavora sul caso, sua figlia Talia, sospettata di essere un'immigrata clandestina a causa del colore della sua pelle, viene presa dagli agenti dell'immigrazione e delle forze dell'ordine quando il banco alimentare locale in cui fa volontariato viene perquisito. Nel frattempo, nonostante la resistenza del direttore dell'ICE Austin Stevens, l'FBI continua a cercare Emma, la moglie di Tyler Kane. La donna compare di nuovo sulla scena uccidendo dodici donne latinoamericane e ferendone altre tredici e pubblica anche un video su YouTube, credendo che suo marito sia morto mentre esorta i bianchi a svegliarsi e alzarsi nella speranza di innescare una guerra razziale. Barnes, Jess e OA fanno visita a Tyler all'ospedale e cercano di convincerlo a dire loro dove si trova Emma, ma Tyler rifiuta, informando i tre agenti che lui e il suo gruppo stanno fermando il genocidio dei bianchi e che il giorno della resa dei conti sta arrivando. Nel frattempo, Jess continua a cercare Tali, ma non arriva da nessuna parte e in seguito riceve un messaggio anonimo sul suo telefono che gli chiede di leggere ad alta voce le richieste di un gruppo suprematista bianco altrimenti Tali verrà inviata in Sud America. Jess tiene la conferenza stampa, ma va fuori copione rifiutandosi di leggere il messaggio, cosa per cui OA ed entrambi gli assistenti dell'agente speciale Jubal Valentine lo ringraziano. Jubal crede che Jess lo abbia fatto senza le sottigliezze del PC. Jess poi scopre che Emma voleva che i suoi figli contribuissero a un'America più bianca, ma ha rinunciato perché le pillole che stavano usando erano scadute un anno fa. Poi OA arriva, dicendo a Jess e Barnes che i Kane hanno viaggiato su e giù per il Paese nell'ultimo periodo, poiché i loro telefoni erano stati localizzati in numerose città tra cui Boston e Buffalo.
In seguito Scola e Hana arrivano in sala conferenze, rivelando di aver scoperto un sito web su cui Stevens trascorre un'ora ogni giorno, che è di estrema destra e contiene battute e meme sugli immigrati clandestini. Tornando nella sala principale, Jubal ordina agli agenti e agli analisti (esprimendo anche la sua rabbia e disgusto nei confronti del sito web e sostenendo che le mele marce che pubblicano materiale sul sito stiano portando vergogna a ogni singolo dipendente federale) di scoprire tutti gli utenti del sito web. Quindi chiede a Scola di raccogliere i nomi e di trasmetterli all'ufficio dell'IG e alla Homeland Security. Durante una ricerca, Kristen Chazal trova una foto che mostra Stevens e un altro collega dell'ICE mentre pescano e usano il segno del potere bianco. Ne informa Jess e il team mentre Hana rivela che un altro degli agenti dell'ICE, Michael Rees, possiede un centro di detenzione in Georgia. Jess e suo cognato, l'agente speciale dell'FBI Clinton Skye, si recano alla struttura e dopo aver arrestato Reese, Jess si riunisce con Tali. Nel frattempo, Barnes, Hana e Crosby affrontano Joey Carter, il figlio di Bob Carter, e ingaggiano uno scontro a fuoco che termina con i tre agenti che sparano a Carter. Perquisendo il bagagliaio, i tre scoprono il cadavere di un uomo e Hana rivela che l'uomo era un custode con accesso e chiavi di trenta proprietà. Tornando indietro, la squadra scava nel passato della vittima e scopre che ha svolto servizio comunitario nella contea di Ulster. Saputo questo, OA si rende conto che il gruppo suprematista sta prendendo di mira la cerimonia di cittadinanza in cui molte persone, fra cui sua zia, presteranno giuramento come cittadini americani. Correndo verso l'edificio in cui si sta svolgendo la cerimonia, OA è frustrato per la sua incapacità di contattare i suoi parenti mentre Jess crede che dopo che OA ha sparato a Kane, il gruppo suprematista ha fatto la stessa cosa che hanno fatto a Jess per vendetta: gli hanno hackerato la vita. La squadra più tardi arriva all'edificio e si divide in gruppi: fingendosi una coppia mentre fa jogging, Hana e Crosby vanno alla ricerca dei complici di Emma, mentre Jess cerca Emma stessa e OA accompagna discretamente le persone fuori dall'edificio, inclusa sua zia, con la scusa di fare fotografie mentre Barnes e una squadra di agenti dell'FBI cercano la bomba.
Alla fine, Hana e Crosby arrestano i due complici di Emma, OA trova sua zia e la aiuta a mettersi in salvo, mentre Barnes e gli altri trovano la bomba all'interno di un frigorifero in uno spogliatoio. Barnes informa cupamente Jess che la bomba ha abbastanza esplosivo per far crollare l'intero edificio. Jess affronta Emma in un parco e cerca di convincerla ad arrendersi, ma quando diventa ovvio che Emma ha intenzione di portare a termine l'attacco nel tentativo di dimostrare il suo valore a Tyler giurando che glielo mostrerà, Jess fa un passo indietro, permettendo a Clinton, che aveva armato un fucile da cecchino, di sparare fatalmente a Emma in testa, uccidendola e permettendo a Jess di prendere il controllo del telecomando che la donna aveva pianificato di utilizzare per far esplodere la bomba, impedendo che si verificasse l'esplosione. Con la squadra di Barnes che ha disinnescato la bomba e tutti i principali sospettati morti o in custodia, il caso è stato risolto. Qualche tempo dopo, in un altro posto imprecisato, forse un tribunale, OA osserva sua zia prestare giuramento come cittadina americana con Jess e Tali, avendo OA invitato i due a unirsi a lui.
- Guest star: Zeeko Zaki (Omar Adom "OA" Zidan), Ebonee Noel (Kristen Chazal), John Boyd (Stuart Scola), Alana De La Garza (Isobel Castille) e Jeremy Sisto (Jubal Valentine)
- Questo episodio è la seconda e ultima parte del crossover che inizia con l'episodio Il sogno americano di FBI già trasmesso su Rai 2.

## Il baco da seta
- Titolo originale: Silkworm
- Diretto da: Ken Girotti
- Scritto da: Dwain Worrel

### Trama
Dopo che l'ex agente del controspionaggio dell'FBI Paul Hayden viene sorpreso a divulgare informazioni riservate al governo cinese e ad attaccare i suoi ex partner, lasciandone uno morto per avvelenamento da cianuro e l'altro in coma, la Fugitive Task Force deve rintracciarlo prima che fugga definitivamente dal Paese. Un agente cinese che lavora in una chiesa indica quindi qualcuno che si chiama "baco da seta", che attraverso un lavoro sotto copertura scoprono essere l'amante di Hayden, dalla quale ha un figlio. Hayden chiede ai suoi assistenti cinesi di scortare la sua amante e suo figlio, ma la task force ferma gli agenti per usare la donna e il figlio come leva contro Hayden prima che possa lasciare il Paese. Nonostante la rivelazione che la sua amante è transgender, Hayden decide di restare negli Stati Uniti. LaCroix ha le sue riserve sul fatto che Tali pubblichi sui social media un video di danza dal campo di immigrazione della Georgia, ma alla fine decide di rispettare i suoi desideri.

## Veritas ante omnia
- Titolo originale: Ironbound
- Diretto da: Alex Chapple
- Scritto da: Elizabeth Rinehart

### Trama
Dopo che l'agente di polizia di Morristown Gabriel Clark afferma di essere vittima di una cospirazione profondamente radicata e inizia a vendicarsi di coloro che ritiene responsabili della sua caduta uccidendo tre poliziotti e una fidanzata di uno dei tre, Jess e la squadra scoprono che potrebbe avere ragione. Apprendono che il suo rapporto di un raid antidroga durante il suo mandato con la polizia di Newark è stato contraddetto dai suoi colleghi e superiori. Ulteriori indagini rilevano che i poliziotti di Newark hanno fatto irruzione nella casa sbagliata, ignorando le informazioni in loro possesso, il che, unito al loro continuo atteggiamento rabbioso, porta a un'indagine interna. Nonostante questo, Clark rifiuta ancora di arrendersi, e LaCroix e la sua squadra si rivolgono al suo ex mentore, sperando che possa mettersi in contatto con lui. Dopo aver inviato un'e-mail falsificata per attirare Clark, lo portano a un punto d'incontro dove sia LaCroix che il mentore tentano di convincerlo. Clark entra in casa e si dà fuoco, ma LaCroix spegne il fuoco e lo salva. Sul fronte personale, LaCroix decide di mettere in riga Tali dopo che sua nonna si è preoccupata perché l'ha vista cercare un falco, ma poi l'uomo cambia idea.

## Amicizia pericolosa
- Titolo originale: Ride or Die
- Diretto da: John David Cole
- Scritto da: Jerome Hairston, Gina Gionfriddo

### Trama
Dopo che la studentessa manipolatrice Connie Romano uccide una psicologa infantile in un impeto di gelosia, la squadra corre per catturare lei e la sua complice Amber Matos prima che scappi attraverso il confine messicano e fuori dalla loro giurisdizione. Attraverso tutto ciò che LaCroix e il suo team apprendono su Romano, diventa ovvio che è psicopatica e sta manipolando Amber facendole credere ai suoi piani per una vita migliore con lei. Scoprono anche che l'ex di Romano ha alimentato il suo ego mostrando un po' di affetto residuo nonostante la loro separazione. Una volta catturata Matos in Georgia, lei rivendica la responsabilità dei crimini di Connie. Durante l'interrogatorio, alimentano l'ego di Connie con la sua ossessione per suo padre che l'ha abbandonata da bambina, il che la porta gradualmente alla confessione. LaCroix insegna anche a Tali a resistere ai bulli ed è impressionato quando affronta un problema senza il suo consiglio.

## Offesa mortale
- Titolo originale: Grudge
- Diretto da: Leslie Libman
- Scritto da: Kathy McCormick

### Trama
La Fugitive Task Force cerca un cyberstalker sconosciuto che ha recentemente tentato di rapire Chris Thompson, membro dello staff del mercato uccidendo due uomini che hanno sventato il rapimento. Trovano il furgone utilizzato dallo stalker pieno di strumenti di tortura. Il movente comune sia per l'uomo che ha venduto il furgone allo stalker sia per quello che ha realizzato gli strumenti, era che entrambi erano stati ricattati da lui. Lo stalker, identificato come David Fallon, prende di mira chiunque creda che gli abbia fatto un torto in quanto aveva subito a sua volta uno stalking quando aveva otto anni. Thompson prende in mano la situazione, cercando di porre fine lui stesso al regno del terrore di Fallon, ma finisce per essere catturato. La task force arriva nel New Jersey, in un quartiere che Fallon ha scelto per ricreare la scena dell'umiliazione di suo padre da parte del vicino. LaCroix lo convince ad arrendersi, costringendolo ad accettare il fatto che suo padre soffrisse di depressione e si fosse suicidato. Durante il caso, Hana riceve messaggi da un suo ex, disposto a condividere informazioni rilevanti su Fallon, ma alla fine deduce che era solo uno stratagemma per tornare insieme a lei. Una volta arrestato Fallon, Hana rimette a posto il suo ex e rompe i legami una volta per tutte.

## La fuga
- Titolo originale: Getaway
- Diretto da: Ken Girotti
- Scritto da: Jerome Hairston, Gina Gionfriddo

### Trama
La coppia di padre e figlio Blake e Steve Wilson scappa da un furgone da trasporto carcerario mentre si reca al processo, e il figlio si unisce all'amica di penna della prigione di Blake, Jeri Earls, per pianificare la loro prossima rapina e ottenere i passaporti per partire per il Canada. Mentre indaga, la Fugitive Task Force vede una scia di omicidi, e capiscono che è opera di Steve. Una volta che riescono a catturare Jeri, i poliziotti trovano passaporti a casa sua solo per lei e Blake, il che implica che vogliono sbarazzarsi di Steve. LaCroix decide di sfruttare questo a proprio vantaggio quando i Wilson colpiscono una banca a Hartford, nel Connecticut, rilevando l'informazione a Steve e istigandolo a sparare a suo padre per poi convincerlo ad arrendersi. Sul fronte personale, Tali e Clinton convincono LaCroix a chiedere un appuntamento a una donna, dopo che questo aveva iniziato una conversazione con lei nel loro solito bar.